# 전국자위대 1549
《전국자위대 1549》(戰國自衛隊1549, Samurai Commando: Mission 1549)는 일본에서 제작된 테즈카 마사아키 감독의 2005년 SF, 액션 영화이다. 에구치 요스케 등이 주연으로 출연하였고 카이바라 마사유키 등이 제작에 참여하였다.

## 출연

### 주연
- 에구치 요스케
- 카가 타케시
- 키타무라 카즈키

### 조연
- 나마세 카츠히사
- 스즈키 쿄카
- 타쿠마 신
- 아야세 하루카
- 이부 마사토
- 마토바 코지
- 나카오 아키요시
- 시마 다이스케
- 이시다 호시
- 나나미 토모야

## 기타
- 원작자: 한무라 료
- 미술: 시미즈 타케시
- 공동기획: 아키바 치하루
- 공동기획: 사토 나오키

## 같이 보기
- 보신 전쟁